# Valahnúkur (bergstopp i Island, Västfjordarna)
Valahnúkur är en bergstopp i republiken Island. Den ligger i regionen Västfjordarna, 200 km norr om huvudstaden Reykjavík. Toppen på Valahnúkur är 641 meter över havet.
Trakten runt Valahnúkur är nära nog obefolkad, med mindre än två invånare per kvadratkilometer. Närmaste större samhälle är Súðavík, omkring 14 kilometer norr om Valahnúkur. Trakten runt Valahnúkur består i huvudsak av gräsmarker.